# As Is
As Is é um telefilme americano de 1986 dirigido por Michael Lindsay-Hogg. Foi adaptado por William M. Hoffman de sua peça homônima de 1985. O filme é estrelado por Jonathan Hadary, Robert Carradine, Colleen Dewhurst e Joanna Miles. Estreou no Showtime em 27 de julho de 1986. Várias redes rejeitaram a adaptação para a TV. Hadary e Carradine foram ambos nomeados para o CableACE Awards. O filme é centrado em um grupo de amigos gays que lidam com a AIDS na Cidade de Nova Iorque.

## Sinopse
O filme retrata o efeito que a AIDS, uma epidemia relativamente nova na década de 1980, tem sobre um grupo de amigos gays que vivem na Cidade de Nova Iorque. O filme começa com o casal gay Saul e Rich, que se separaram recentemente. Depois que Rich contrai AIDS de seu novo amante, Chet, ele retorna para Saul, que acaba cuidando dele. O filme também mostra como as pessoas com AIDS foram tratadas pelo público americano, médicos, colegas de trabalho, familiares e amigos. No final, Rich reconhece a importância de ter um parceiro que esteja disposto a compartilhar a dor da morte e também a fazer seus próprios sacrifícios pessoais para cuidar adequadamente de outra pessoa.

## Elenco
- Robert Carradine como Rich
- Jonathan Hadary como Saul
- Doug Annear como Chet
- Colleen Dewhurst como funcionária do hospício
- Joanna Miles como Lily
- Alan Scarfe como irmão
- Julie Whitfield como esposa do irmão
- Samantha Langevin como parceira
- Reg Drager como Doutor #1
- Gerald Lenton como Doutor #2
- Tonya Williams como comentarista de TV
- Jeremy Ratchford como captador #1
- Chris Owens como captador #2